# Los años de aprendizaje de Wilhelm Meister
Los años de aprendizaje de Wilhelm Meister (en alemán: Wilhelm Meisters Lehrjahre) es la segunda novela del autor alemán Johann Wolfgang von Goethe, publicada en 1795-96. Mientras que en su primera novela, Las penas del joven Werther, se presentaba un héroe empujado al suicidio en su desesperación, el héroe epónimo de esta novela transita un sendero de autorrealización. La historia se centra en el intento de Wilhelm de escapar de lo que él considera la vida vacía de un hombre de negocios burgués. Después de un romance fallido con el teatro, Wilhelm se compromete con la misteriosa Sociedad de la Torre compuesta por encumbrados aristócratas.
Otros libros que han utilizado un esquema similar al de esta novela han sido denominados Bildungsromane ('novelas de formación'), a pesar de que la Bildung ('educación', o 'formación del carácter') de Wilhelm es ironizada por el narrador en numerosos pasajes.
La novela tuvo un impacto significativo en la literatura europea. El crítico romántico y teórico Friedrich Schlegel la consideraba en su época con una importancia comparable a la de la Revolución francesa y la filosofía de Johann Gottlieb Fichte. Wilhelm Meister fue citada por el filósofo Arthur Schopenhauer como una de las cuatro mejores novelas jamás escritas; junto con el Don Quijote de la Mancha, Julia, o la nueva Eloísa de Rousseau y Tristram Shandy.

## Personajes relevantes
- Wilhelm (o Guillermo) Meister, el protagonista de la novela, joven de familia comerciante que sueña con ser dramaturgo. Su nombre es comúnmente españolizado como Guillermo en las traducciones al español; sin embargo, en la historia de la novela el protagonista hace referencia a su vínculo con Shakespeare, quién poseía la versión inglesa de su nombre, William. Además su apellido no es adaptado pese a su relevante significado (Meister significa 'maestro' en alemán).
- Werner, el amigo de la infancia de Wilhelm, joven proveniente de una familia de comerciantes de telas y poseedor de un pensamiento contrario al de Wilhelm.
- Filina, amiga de Wilhelm y joven actriz de origen burgués, poseedora de una controvertida personalidad, desplante e ingenio.
- Mignon, niña huérfana de origen francés que habla un alemán lacónico y que posee características andróginas y que es adoptada por Wilhelm después de pertenecer a un circo itinerante donde era maltratada.
- Laertes, amigo de Wilhelm y Filina y actor que odia a las mujeres.
- El conde
- La condesa
- Jarno, asistente del conde, quién presenta las obras de Shakespeare a Wilhelm.
- El barón
- La baronesa
- El príncipe
- Melina, joven actor que gracias a la intervención de Wilhelm logra casarse con Madame Melina y conseguir su propia compañía de teatro. La primera compañía en la que Wilhelm intervendrá.
- Madame Melina, esposa de Melina, actriz de origen burgués, desheredada por su familia luego de casarse con Melina.
- El arpista
- Aurelia, hermana de Serlo y actriz que sufre penas de amor.
- Serlo, hermano de Aurelia y poseedor de una compañía de teatro.
- Federiquillo, joven que hace la corte a Filina.
- Mariana, el primer amor de Wilhelm, una joven actriz al cuidado de una vieja alcahueta y que posee dos parejas (libro I).
- La bella amazona, personaje de carácter misterioso que en su primer encuentro con  Wilhelm lo ayuda a sobrevivir a sus heridas luego del ataque de malhechores a la compañía de Melina.
- El bebé Félix.